# NGC 7611
NGC 7611 ist eine Linsenförmige Galaxie vom Hubble-Typ SB0-a im Sternbild Fische auf der Ekliptik. Sie ist schätzungsweise 152 Millionen Lichtjahre von der Milchstraße entfernt und hat einen Durchmesser von etwa 60.000 Lichtjahren. Vom Sonnensystem aus entfernt sich die Galaxie mit einer errechneten Radialgeschwindigkeit von näherungsweise 3.300 Kilometern pro Sekunde.
Sie ist ein Mitglied der 25 Galaxien umfassenden Lyons Groups of Galaxies LGG 473 um NGC 7619.
Das Objekt wurde am 21. September 1862 vom deutsch-dänischen Astronomen Heinrich d’Arrest entdeckt.

## Galaktisches Umfeld
| Nr. | Galaxie          | Alternativname          | Rek           | Dek           | Distanz/asec |
| --- | ---------------- | ----------------------- | ------------- | ------------- | ------------ |
| →   | NGC 7611         | LEDA/PGC 71083          | 23h19m36.60s  | +08d03m47.7s  | 0            |
| 1   | LEDA/PGC 214939  | NSA 151138              | 23h19m37.08s  | +08d05m15.1s  | 88.38        |
| 2   | LEDA/PGC 197665  | 2MASX J23191904+0806045 | 23h19m19.03s  | +08d06m04.5s  | 294.50       |
| 3   | IC 5309          | LEDA/PGC 71051          | 23h19m11.65s  | +08d06m33.5s  | 405.85       |
| 4   | LEDA/PGC 197669  | 2MASX J23194971+0811289 | 23h19m49.72s  | +08d11m28.6s  | 500.35       |
| 5   | LEDA/PGC 1337706 | 2MASX J23190286+0803020 | 23h19m02.88s  | +08d03m02.1s  | 502.41       |
| 6   | NGC 7617         | LEDA/PGC 71113          | 23h20m08.967s | +08d09m56.80s | 605.77       |
| 7   | LEDA/PGC 71120   | UGC 12522               | 23h20m16.60s  | +08d00m20.0s  | 629.37       |
| 8   | LEDA/PGC 1342934 | 2MASX J23194722+0815259 | 23h19m47.21s  | +08d15m26.1s  | 715.36       |
| 9   | LEDA/PGC 71110   | UGC 12518               | 23h20m12.80s  | +07d55m55.5s  | 715.69       |
| 10  | LEDA/PGC 71085   | UGC 12510               | 23h19m39.27s  | +08d15m53.7s  | 726.22       |
| 11  | NGC 7619         | LEDA/PGC 71121          | 23h20m14.532s | +08d12m22.48s | 762.89       |
| 12  | LEDA/PGC 1344694 | 2MASX J23193750+0819595 | 23h19m37.51s  | +08d19m59.6s  | 971.84       |